# Super (magazine)
Cet article concerne le magazine. Pour le convertisseur de vidéo, voir SUPER (logiciel).
 (mars 2014).
Si vous disposez d'ouvrages ou d'articles de référence ou si vous connaissez des sites web de qualité traitant du thème abordé ici, merci de compléter l'article en donnant les références utiles à sa vérifiabilité et en les liant à la section « Notes et références ».
SUPER était un magazine français destiné aux adolescentes créé en avril 1988 par les éditions Aventures et Voyages. Il a connu tout de suite un grand succès grâce à sa formule avec un plus produit, concept assez novateur pour l'époque[Lequel ?].
Les adolescentes y trouvent toute l’actualité sur les stars, mais aussi tout sur le cinéma, les nouveautés vidéo, le shopping, des jeux, et une myriade d’autres rubriques sur tous les sujets d’actualité qui intéressent et font rêver les jeunes filles. L’animation du titre est assurée par des cartes postales, des fiches chanson et star, des posters.
La diffusion de ce titre a pu ainsi atteindre des chiffres dépassant les 200 000 exemplaires (OJD) et 950 000 lecteurs (source : étude ConsoJunior) en particulier au moment des phénomènes de mode des Boys bands et des émissions de téléréalité pour adolescents.
En 2000 les éditions Aventures et Voyages revendent le titre à Panini, qui le développera jusqu'en 2006, date de sa revente à la société W13 Publications. Le concept du titre est alors modifié, sa périodicité changée en bimestrielle et la chute de ses ventes enrayées.
W13 Publications est liquidée le 2 octobre 2014 signant la fin de la revue, après 26 années d'existence.

## Staff
- Directeur de la publication : José Ferreira Da Silva
- Rédacteur en chef actuel : Raphaël Le Scouarnec
- Ancien rédacteur en chef : Alain Gouvrion
- Ancien directeur de la publicité : Jean-Louis Roux-Fouillet